# Josef Kysilka
Josef Kysilka (* 7. července 1971 Liberec) je český plavec. V orientačním plavání se stal mistrem světa i Evropy.  

## Kariéra
Byl členem reprezentačního týmu České republiky i Austrálie. Austrálie se mu stala v roce 1994 částečně druhým domovem. Již při orientačním plavání se Kysilka začal věnovat  dálkovému plavání, kde dosáhl rovněž nemalých úspěchů na obou kontinentech. V České republice se dlouhodobě umisťoval v první desítce za TJ Bohemians a to i v konkurenci s o dvě generace mladšími plavci.

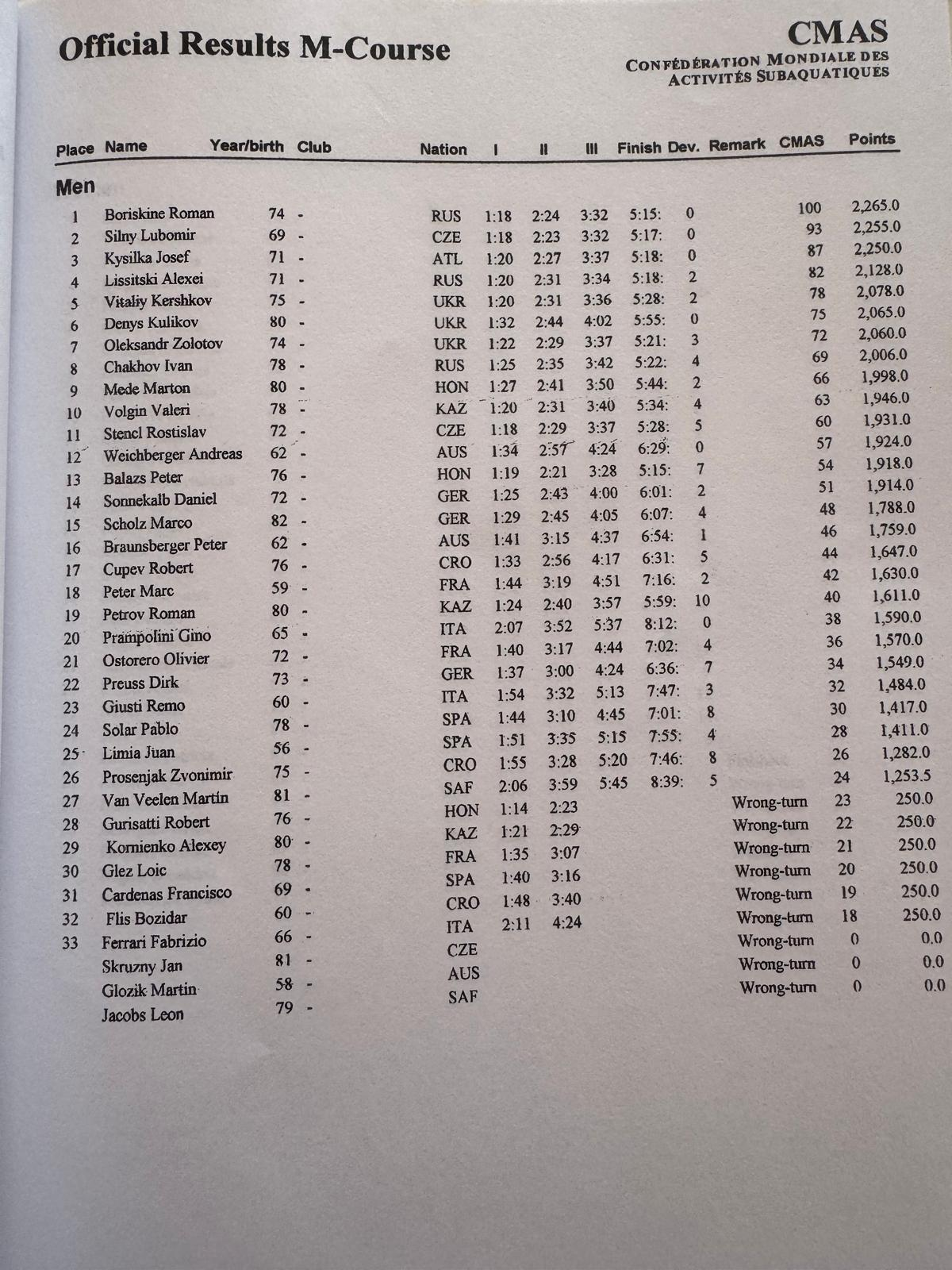
MS Španělsko 3. místo

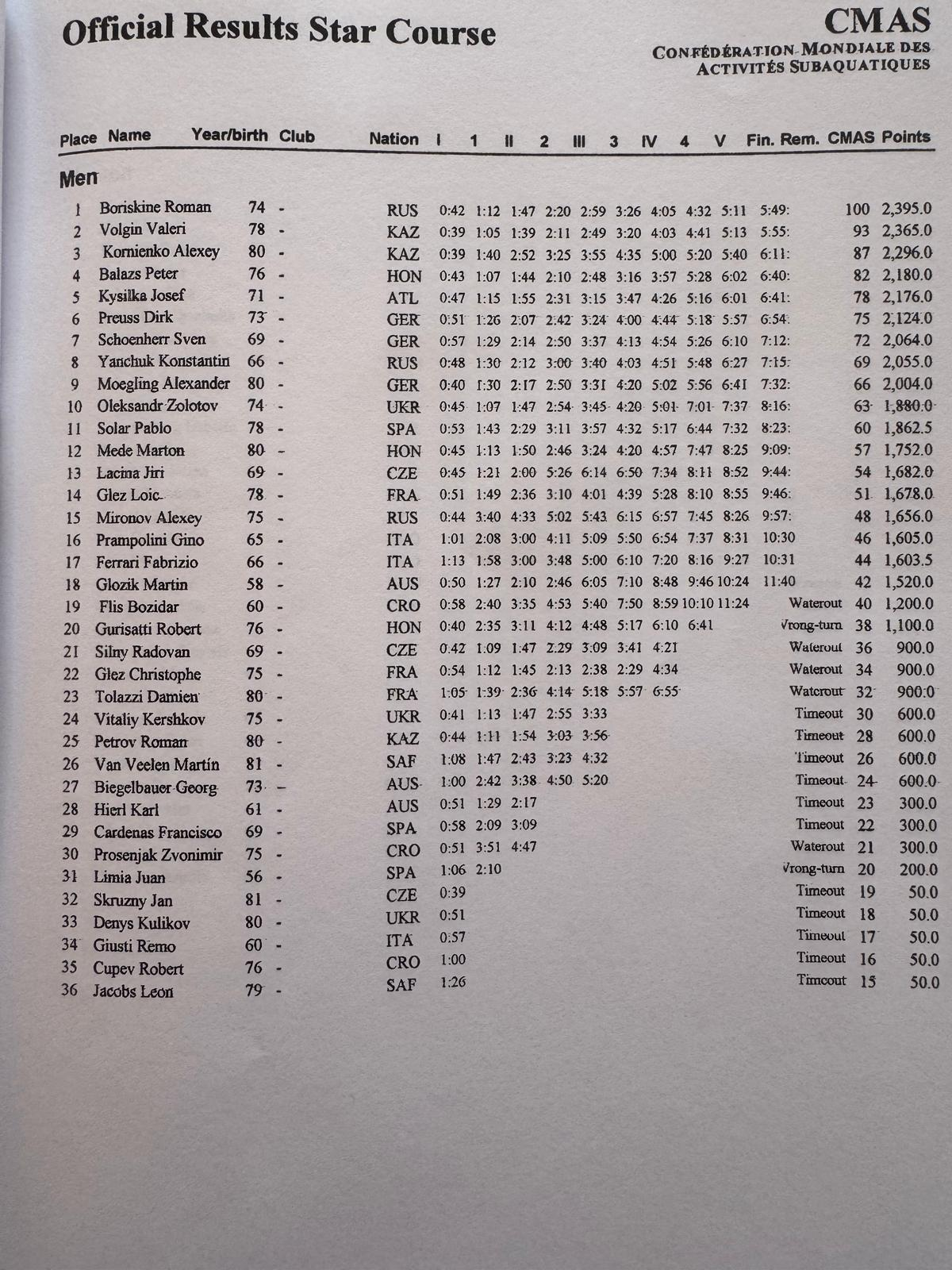
MS Španělsko 5. místo

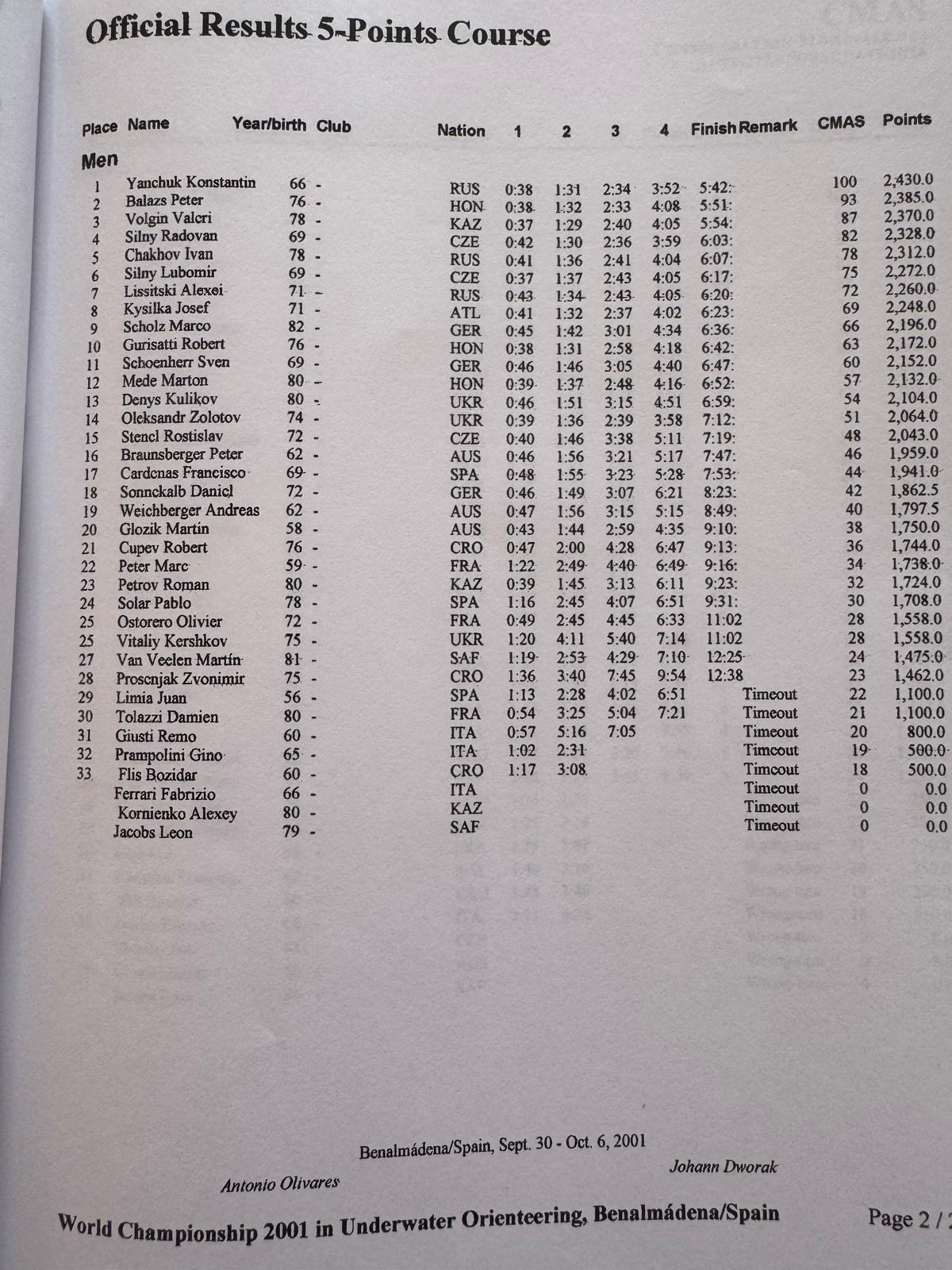
MS Španělsko 8. místo

## Odkazy

Mistrovství světa v orientačním plavání 2001, kde již Josef Kysilka reprezentoval Austrálii.

## Dosažené výsledky
| Sezóna | Věk | Klub | Celkové umístění | Umístění v kat. | Počet startů | 8 nej. bodů   | Celkem bodů   | Uplavaných km |
| ------ | --- | ---- | ---------------- | --------------- | ------------ | ------------- | ------------- | ------------- |
| 2007   | 36  | Boh  | 14. místo (muži) | 2. místo (MC)   | 8            | 491.1 (626.9) | 491.1 (626.9) | 55            |
| 2008   | 37  | Boh  | 14. místo (muži) | 2. místo (MC)   | 15           | 639.6         | 841.6         | 107           |
| 2009   | 38  | Boh  | 21. místo (muži) | 1. místo (MC)   | 11           | 623.6         | 690.2         | 98            |
| 2010   | 39  | Boh  | 10. místo (muži) | 1. místo (MC)   | 18           | 818.8         | 1126.3        | 138           |
| 2011   | 40  | Boh  | 13. místo (muži) | 2. místo (MD)   | 18           | 763.8         | 1123.2        | 158           |
| 2012   | 41  | Boh  | 11. místo (muži) | 2. místo (MD)   | 16           | 830           | 1165.6        | 145.3         |
| 2013   | 42  | Boh  | 10. místo (muži) | 1. místo (MD)   | 10           | 812.6         | 881.2         | 110           |
| 2014   | 43  | Boh  | 7. místo (muži)  | 1. místo (MD)   | 13           | 963.2         | 1161.2        | 138           |
| 2015   | 44  | Boh  | 25. místo (muži) | 5. místo (MD)   | 10           | 506           | 506           | 68            |
| 2016   | 45  | Boh  | 9. místo (muži)  | 2. místo (ME)   | 12           | 797.6         | 903.6         | 106           |
| 2017   | 46  | Boh  | 17. místo (muži) | 3. místo (ME)   | 11           | 595.6         | 665.2         | 86            |
| 2018   | 47  | Boh  | 11. místo (muži) | 1. místo (ME)   | 11           | 651           | 745           | 98            |
| 2019   | 48  | Boh  | 9. místo (muži)  | 2. místo (ME)   | 10           | 782.4         | 820.4         | 95            |
| 2020   | 49  | Boh  | 7. místo (muži)  | 1. místo (ME)   | 12           | 824.6         | 957.3         | 110           |
| 2021   | 50  | Boh  | 10. místo (muži) | 1. místo (MF)   | 12           | 826.8         | 993           | 120           |
| 2022   | 51  | Boh  | 24. místo (muži) | 2. místo (MF)   | 10           | 468.6         | 485.6         | 63            |
| 2023   | 52  | Boh  | 90. místo (muži) | 10. místo (MF)  | 4            | 120.6         | 120.6         | 15            |